# Бобан, Рафаэль
Рафаэль «Ранко» Бобан (хорв. Rafael "Ranko" Boban; 22 декабря 1907, Совичи, Австро-Венгрия — после 1945) — хорватский военачальник, генерал вооружённых сил Независимого государства Хорватия в годы Второй мировой войны. Участвовал в Велебитском восстании в 1932 году, после чего бежал в Италию, откуда вернулся в апреле 1941 года в марионеточное Независимое государство Хорватия. Вплоть до конца войны он сражался на стороне усташей и их союзников против партизан и четников, будучи командиром «Чёрного легиона». В мае 1945 года бежал из Югославии в сторону Блайбурга, после чего его следы затерялись. В 1951 году бывший лидер усташского государства Анте Павелич назначил его министром обороны Хорватии в изгнании.

## Биография

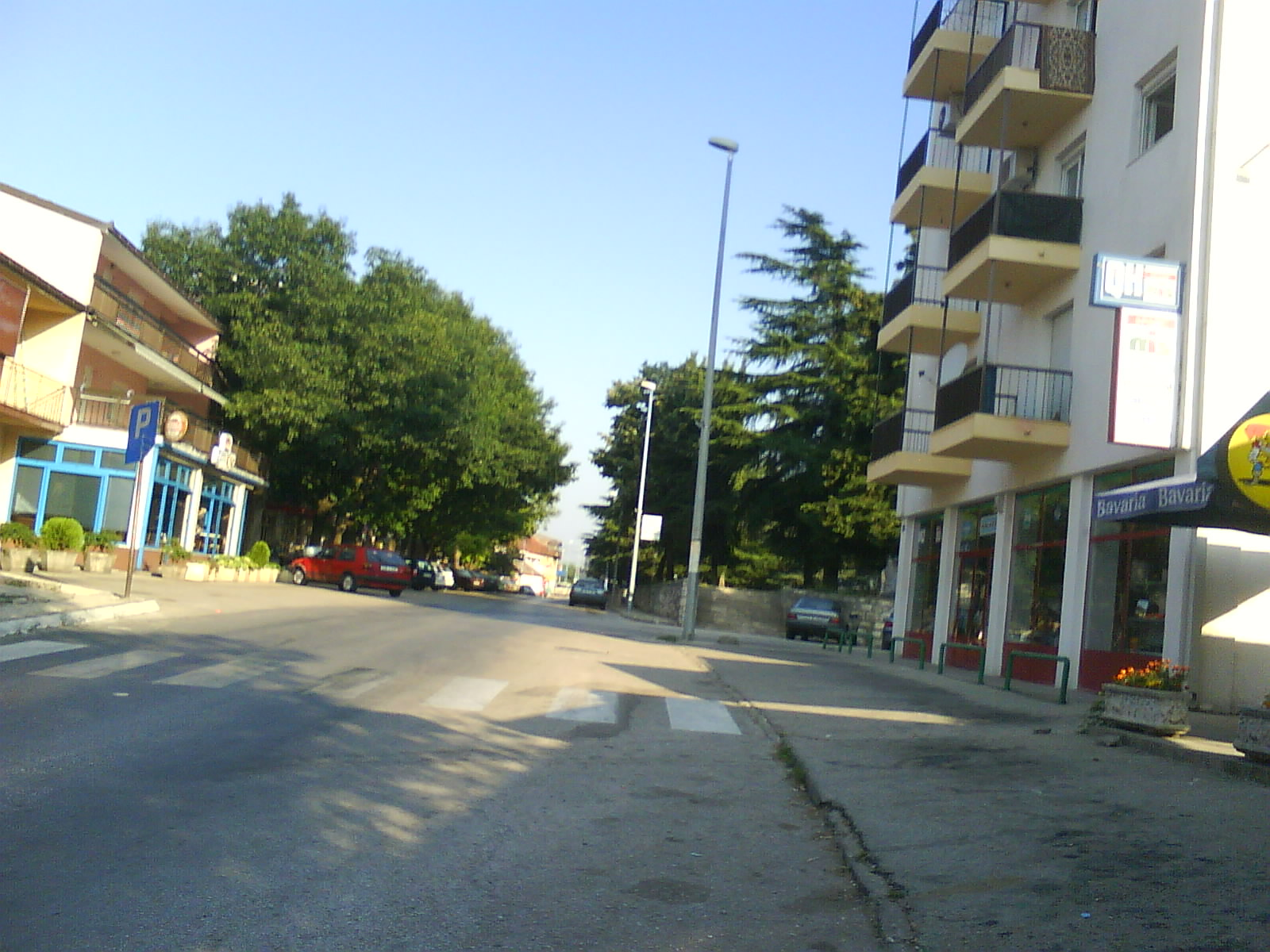
Улица витеза Ранко Бобана в Груде

Рафаэль Бобан родился 22 декабря 1907 года в деревне Совичи около города Груде на территории Австро-Венгрии (ныне община Груде Боснии и Герцеговины). Боснийский хорват по национальности, по вероисповеданию римо-католик. До 1932 года служил в Югославской королевской армии, пока летом 1932 года не вступил в ячейку усташей в Италии. В сентябре 1932 года вернулся из Италии в Хорватию и участвовал в Велебитском восстании, организованном горцами-личанами против югославских властей и подогреваемом усташами. Руководителями восстания были члены УХРО Марко Дошен, Векослав Серватци, Джуро Рукавина и Андрия Артукович. После провала восстания Бобан бежал в итальянскую Зару, где попросил политическое убежище и итальянское гражданство. В мае 1934 года произведён Анте Павеличем в сержанты усташей и стал членом «внутреннего круга» усташей (наиболее близких Павеличу сторонников), однако после Марсельской акции 9 октября 1934 года был интернирован вместе с соратниками по распоряжению Бенито Муссолини. Через год назначен заместителем командира роты Королевской итальянской армии на Липарских островах, после чего перебрался в Калабрию. В начале декабря 1937 года арестован итальянскими властями по подозрению в подготовке покушения на премьер-министра Югославии Милана Стоядиновича, но затем немедленно освобождён.
После образования в апреле 1941 года Независимого государства Хорватия Бобан вернулся в Хорватию и вступил в так называемое Усташское воинство, получив звание капитана (сатника) в ноябре того же года. Позже он возглавил отряд «Чёрный легион», которым также руководил Юре Францетич. Отряд действовал в Восточной Боснии вплоть до сентября 1942 года, отличившись в обороне Купреса с 28 июля по 19 августа 1942 года, когда Бобан командовал отрядом численностью 600 человек. Вместе с комендантом города Фране Шимичем Бобан обеспечил отражение атак в ночь с 11 на 12 августа и 14 августа, а 19 августа с города была снята осада после контрнаступления усташей. После того, как в декабре 1942 года Францетич был тяжело ранен, попал в плен к титовским партизанам и умер в партизанской больнице, Бобан принял на себя командование легионом, а пропаганда усташей объявила его полноправным преемником Францетича. Легион действовал в разных частях НГХ под командованием Бобана. В декабре 1944 года Бобан был произведён в генералы НГХ и возглавил 5-ю усташскую оперативную бригаду.
Осенью 1944 года Бобан отвечал за охрану Младена Лорковича и Анте Вокича, которые были арестованы за попытку государственного переворота и помещены в тюрьму в Копривнице. С 13 по 17 октября 1944 года партизаны предприняли попытку взять город силами 6-го Славонского и 10-го Загребского корпусов и 7-й Банийской дивизии НОАЮ, однако Бобан отразил их нападения. В апреле 1945 года Бобан был произведён в полковники Усташского воинства. Всего за свои действия он был награждён немецким Железным крестом 2-го класса и хорватским Военным орденом железного трилистника. В мае 1945 года он вместе с группой усташей пересёк границу довоенной Югославии и выбрался в Австрию, добравшись до города Блайбург вместе с Анте Павеличем и Векославом Лубуричем.
Судьба Бобана остаётся неизвестной до настоящих дней. Одни историки сообщают о его гибели во время сражения несдавшихся усташей против частей югославской армии и милиции, причём даты и места разнятся — от 1945 года и Подравины до 1947 года и Герцеговины. Другие же утверждают, что Бобан остался жив, попав окольными путями в США через Аргентину, после чего воевал в составе Армии США против северокорейских коммунистов в Корейской войне, а после потери руки вернулся в США и был отправлен на пенсию. Согласно заявлению Здравко Диздара, Бобан после увольнения поселился где-то в Ирландии, о чём свидетельствовало некое письмо жене. В 1951 году Павелич, не зная о судьбе Бобана, заочно назначил его министром обороны.
В годы Боснийской войны 6-я бригада и 40-й Грудский домобранский полк Хорватского совета обороны были названы в честь Бобана — бригада «Витез Ранко Бобан» и полк «Ранко Бобан» соответственно; аналогично 9-й батальон Хорватских оборонительных сил получил имя «Рафаэль, витез Бобан» (позднее переименован в «Иван, витез Брдар»). Его именем названа улица в Груде, а в деревне Бобани в одной из римско-католических церквей установлены витражи с изображениями Бобана.